# Mekhi Becton
(en) Statistiques sur pro-football-reference
Mekhi Becton, né le 18 avril 1999 à Highland Springs en Virginie, est un joueur américain de football américain qui a évolué à la position d'offensive tackle dans la National Football League (NFL) pendant trois saisons (2020-2023). 
Actuellement agent libre, il a joué ces trois saisons pour la franchise des Jets de New York qui l'avaient sélectionné en 11e choix global lors du premier tour de la draft 2020 de la NFL.
Au niveau universitaire, il a joué pour les Cardinals de l'université de Louisville pendant trois saisons dans la NCAA Division I FBS (2017-2019).

## Biographie

### Carrière universitaire
Étudiant à l'université de Louisville, il joue avec les Cardinals de 2017 à 2019.

### Carrière professionnelle
| Taille              | Poids            | Bras           | Main           | Sprint   | Sprint   | Sprint   | Shuttle 20 yards | 3 cones drill | Détente   | Détente     | Développé couché | Test Wonderlic |
| Taille              | Poids            | Bras           | Main           | 40 yards | 10 yards | 20 yards | Shuttle 20 yards | 3 cones drill | verticale | horizontale | Développé couché | Test Wonderlic |
| 2,02 m (6 ft 7⅜ in) | 165 kg (364 lbs) | 90 cm (35⅝ in) | 27 cm (10¾ in) | 5,10 s   | 1,77 s   | 2,94 s   | -                | -             | -         | -           | 23               | 15             |

Becton est sélectionné au premier tour, 11e rang au total par les Jets de New York lors de la draft 2020 de la NFL. 